# 西嶼牛心山
牛心山位於澎湖縣西嶼鄉，為澎湖古八景之一。遠遠看外形酷似牛心，故名。原一與西嶼鄉分離的玄武岩方山地形，後經海水堆積作用和陸地相連，是一陸連島。
在夕陽餘暉下，牛心山頂天空上變化著詭譎的光影，別名「魔鬼山」；與美國一巨石魔鬼石同。

## 地形
牛心山地形為兩層玄武岩層中夾著一層砂岩與一層頁岩，平均高度約數十公尺。